# أريك موراي
أريك موراي (بالإنجليزية: Eric Murray) (و. 1982 – م) هو مجدف، من نيوزيلندا، ولد في هاستينجس، نيوزيلندا، شارك في ألعاب أولمبية صيفية 2012، والألعاب الأولمبية الصيفية 2004، وألعاب أولمبية صيفية 2008، والتجديف في الألعاب الأولمبية الصيفية 2016.

## جوائز
حصل على جوائز منها:
- نيشان الاستحقاق لنيوزيلندا.

## روابط خارجية
- أريك موراي على موقع الاتحاد الدولي للتجديف (الإنجليزية)
- أريك موراي على موقع اللجنة الأولمبية الدولية (الإنجليزية)
- أريك موراي على موقع أوليمبيديا (الإنجليزية)
- أريك موراي على موقع اللجنة الأولمبية النيوزيلندية (الإنجليزية)